# Podregion Suupohja
Podregion Suupohja (fiń. Suupohjan seutukunta) – podregion w Finlandii, w regionie Ostrobotnia Południowa.
W skład podregionu wchodzą gminy:
- Isojoki,
- Karijoki,
- Kauhajoki,
- Teuva.